# Big Brother Bluff
Das Big Brother Bluff ist ein 2840 m hohes, kantiges Granitkliff, das am Westrand der Daniels Range rund 10 km nördlich des Mount Burnham in den Usarp Mountains aufragt. 
Die Nordgruppe einer von 1963 bis 1964 durchgeführten Kampagne im Rahmen der New Zealand Geological Survey Antarctic Expedition benannte das Kliff in Reminiszenz an den allgegenwärtigen „Großen Bruder“ (englisch Big Brother) aus George Orwells dystopischem Roman 1984, weil es noch aus einer Entfernung von 80 km nördlich und zahlreichen Abschnitten des Rennick-Gletschers einsehbar ist. 